# جسیکا کیزاکی
جسیکا کیزاکی ( به: ژاپنی 希 崎 ジ ェ シ カ ) (به: انگلیسی Jessica Kizaki) (متولد ۱۰ ژوئن ۱۹۸۹) وی بازیگر خواننده مدل و یک بت Av میباشد او همچنین یکی از اعضای Ebisu Muscats بود . از فیلم های وی میتوان به فیلم Yamikin Ushijima-kun اشاره کرد.

## زندگی و حرفه
در توکیو متولد شد و اولین حضور خود را در ژوئن 2008 انجام داد و در اولین معاینه فیزیکی دانش آموز دبیرستان فعال شد . در اوت 2008 او در مجله گراور Bejean ظاهر شد او اولین بار در AV با فیلم FIRST IMPRESSION 38 در سپتامبر 2008 حضور یافت و به یک مدل انحصاری برای شرکت Idea Pocket تبدیل شد.